# Fritz van der Venne

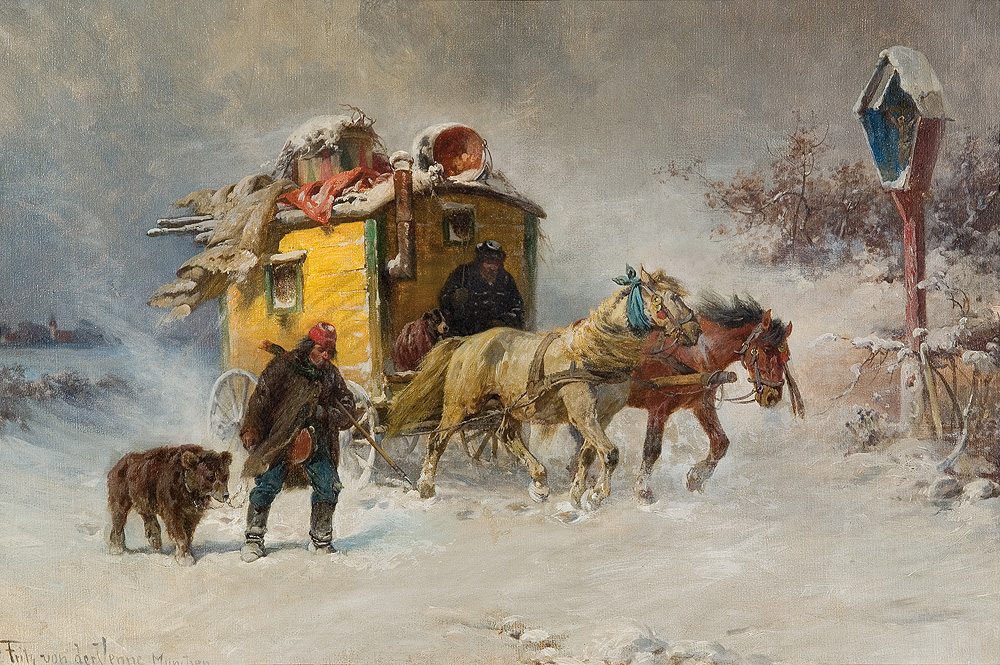
Wandernde Gaukler

Friedrich Adolf Wilhelm van der Venne, auch Fritz Ritter van der Venne (* 24. Oktober 1873 in München; † 29. Dezember 1936 ebenda) war ein deutscher Tier-, Landschafts- und Genremaler, Sohn von Adolf van der Venne (1828–1911).